# キリマンジャロは遠く
『キリマンジャロは遠く』は、2016年制作の日本のアクション映画。
片桐竜次の俳優生活45周年を記念して制作された和製フィルム・ノワールで、彼の初主演映画である。

## あらすじ
元刑事で取り立て屋の杉村はある日、見知らぬ男たちの襲撃を受けて負傷する。入院先で喫茶店経営者の柳田という男と相部屋になった杉村は、彼の淹れたキリマンジャロコーヒーの味に感銘を受け、退院後に柳田の店を頻繁に訪れるようになる。
しかし、その喫茶店に杉村と過去に因縁のある者たちが次々と現れたことから、杉村と柳田は男の意地をかけた熾烈な戦いに身を投じていく。

## キャスト
- 杉村雄蔵：片桐竜次
- 伊藤早紀江：長谷直美
- 伊藤結衣：石原あつ美
- 青木：田中俊
- 柳田克男：四方堂亘
- 結城：河西健司
- オカマの溝口：宮脇健
- 本多刑事：武蔵拳
- 電話ボックスの男：町田政則
- 田中：羽田野譲
- チャイニーズマフィアのボス 高：谷村好一
- チャイニーズマフィア 林：マサトキムラ
- チャイニーズマフィア 黄：森本浩
- 菊水：上野太
- オヤジ：高見佑聖
- 工藤：鴻明
- 阿部：鋼鐵男
- 椎名：石川貴章
- バーテン：稲輪吉泰
- 鈴木恵：奥村友美
- 会田：高橋悦雄
- 井上光子：中原京美
- 原崎：長嶋一美
- エリカ：ARIE
- 加藤藍子
- 佐藤良洋
- 古賀信次
- 益成竜也
- 藤本ポール
- 藤田彩子